# Димбеу
Димбеу (рум. Dâmbău) — село у повіті Муреш в Румунії. Входить до складу комуни Адемуш.
Село розташоване на відстані 254 км на північний захід від Бухареста, 35 км на південний захід від Тиргу-Муреша, 70 км на південний схід від Клуж-Напоки, 129 км на північний захід від Брашова.

## Населення
За даними перепису населення 2002 року у селі проживали 1165 осіб.
Національний склад населення села:
| Національність | Кількість осіб | Відсоток |
| -------------- | -------------- | -------- |
| угорці         | 714            | 61,3%    |
| румуни         | 444            | 38,1%    |

Рідною мовою назвали:
| Мова      | Кількість осіб | Відсоток |
| --------- | -------------- | -------- |
| угорська  | 714            | 61,3%    |
| румунська | 444            | 38,1%    |